# Giải bóng đá vô địch quốc gia Palau 2012
Giải bóng đá vô địch quốc gia Palau 2012 hay Palau Soccer League 2012 là mùa giải thứ 8 của giải đấu bóng đá ở Palau, và là đầu tiên chia thành hai giai đoạn: mùa giải Mùa xuân và mùa giải Mùa thu. Đội vô địch mùa giải Mùa xuân là Team Bangladesh. Mùa giải Mùa xuân gồm 5 vòng trong vòng bảng thi đấu vòng tròn một lượt, trong đó 4 đội xếp cao nhất sẽ vào bán kết, và một trận play-off chung kết. Theo danh sách trận đấu, mùa giải Mùa thủ sẽ thi đấu theo hình thức tương tự, chỉ khác là lần này mỗi đội sẽ đá với các đội khác 2 lần. Đây được xem là mùa giải đầu tiên từ năm 2010 vì đội vô địch mùa giải 2011 không rõ.

## Đội bóng 2012

### Mùa giải Mùa xuân
- Belau Kanu Club - Thành lập năm 2012
- Biib Strykers - Thành lập năm 2012
- Kramers FC – vô địch Giải bóng đá vô địch quốc gia Palau 2008[1]
- Taj FC - Thành lập năm 2012
- Team Bangladesh - Thành lập năm 2004

### Mùa giải Mùa thu
- Belau Kanu Club
- Kramers FC
- New Stars FC
- Taj FC
- Team Bangladesh

Nguồn cho cả mùa giải Mùa xuân và Mùa thu:,

## Mùa giải Mùa xuân
Mùa giải Mùa xuân gồm một bảng 5 đội bóng thi đấu với nhau một lần. Bốn đội cao nhất sẽ đá Bán kết để chọn ra 2 đội cuối cùng thi đấu với nhau giành chức vô địch.

### Bảng xếp hạng
| XH | Đội                         | Tr | T | H | T | BT | BB | HS  | Đ | Lên hay xuống hạng          |
| -- | --------------------------- | -- | - | - | - | -- | -- | --- | - | --------------------------- |
| 1  | Team Bangladesh (Palau) (A) | 4  | 3 | 0 | 1 | 20 | 10 | +10 | 9 | Đủ điều kiện tham dựBán kết |
| 2  | Taj FC (Palau) (A)          | 4  | 3 | 0 | 1 | 13 | 5  | +8  | 9 | Đủ điều kiện tham dựBán kết |
| 3  | Kramers FC (A)              | 4  | 2 | 0 | 2 | 13 | 11 | +2  | 6 | Đủ điều kiện tham dựBán kết |
| 4  | Biib Strykers (A)           | 4  | 2 | 0 | 2 | 10 | 15 | −5  | 6 | Đủ điều kiện tham dựBán kết |
| 5  | Belau Kanu Club             | 4  | 0 | 0 | 4 | 5  | 20 | −15 | 0 |                             |

Cập nhật đến 2 Nov 2012
Nguồn: http://www.rsssf.com/tablesp/palau2012.html
Quy tắc xếp hạng: 1. Điểm; 2. Hiệu số bàn thắng; 3. Số bàn thắng.
PLW
(VĐ) = Vô địch; (XH) = Xuống hạng; (LH) = Lên hạng; (O) = Thắng trận Play-off; (A) = Lọt vào vòng sau. 
Chỉ được áp dụng khi mùa giải chưa kết thúc: 
(Q) = Lọt vào vòng đấu cụ thể của giải đấu đã nêu; (TQ) = Giành vé dự giải đấu, nhưng chưa tới vòng đấu đã nêu.

### Kết quả

#### Vòng 1
| Biib Strykers | 4-3   | Kramers FC |
| ------------- | ----- | ---------- |
| Không rõ      | Nguồn | Không rõ   |

| Taj FC   | 7-0   | Belau Kanu Club |
| -------- | ----- | --------------- |
| Không rõ | Nguồn | Không rõ        |

#### Vòng 2
| Belau Kanu Club | 2-7   | Team Bangladesh |
| --------------- | ----- | --------------- |
| Không rõ        | Nguồn | Không rõ        |

| Taj FC   | 4-1   | Biib Strykers |
| -------- | ----- | ------------- |
| Không rõ | Nguồn | Không rõ      |

#### Vòng 3
| Kramers FC | 4-5   | Team Bangladesh |
| ---------- | ----- | --------------- |
| Không rõ   | Nguồn | Không rõ        |

| Biib Strykers | 3-1   | Belau Kanu Club |
| ------------- | ----- | --------------- |
| Không rõ      | Nguồn | Không rõ        |

#### Vòng 4
| Team Bangladesh | 7-2   | Biib Strykers |
| --------------- | ----- | ------------- |
| Không rõ        | Nguồn | Không rõ      |

| Kramers FC | 3-0   | Taj FC   |
| ---------- | ----- | -------- |
| Không rõ   | Nguồn | Không rõ |

#### Vòng 5
| Kramers FC | 3-2   | Belau Kanu Club |
| ---------- | ----- | --------------- |
| Không rõ   | Nguồn | Không rõ        |

| Team Bangladesh | 1-2   | Taj FC   |
| --------------- | ----- | -------- |
| Không rõ        | Nguồn | Không rõ |

## Vòng loại trực tiếp Mùa xuân

### Bán kết
| Team Bangladesh | 6-1   | Biib Strykers |
| --------------- | ----- | ------------- |
| Không rõ        | Nguồn | Không rõ      |

| Taj FC   | 8-4   | Kramers FC |
| -------- | ----- | ---------- |
| Không rõ | Nguồn | Không rõ   |

### Chung kết
| Team Bangladesh | 2-1   | Taj FC |
| --------------- | ----- | ------ |
| Nejam Bitu      | Nguồn | Futa   |

## Mùa giải Mùa thu
Mùa giải Mùa thu thi đấu theo hình thức như Mùa giải Mùa xuân, chỉ khác là vòng bảng diễn ra ở cả trên sân nhà lẫn sân khách. Biib Strykers không thi đấu và được thay bởi New Stars FC.

### Vòng bảng
Tính đến 2 tháng 11 năm 2012
| XH | Đội                         | Tr | T | H | T | BT | BB | HS  | Đ  | Lên hay xuống hạng          |
| -- | --------------------------- | -- | - | - | - | -- | -- | --- | -- | --------------------------- |
| 1  | New Stars FC (A)            | 8  | 7 | 1 | 0 | 18 | 9  | +9  | 22 | Đủ điều kiện tham dựBán kết |
| 2  | Taj FC (Palau) (A)          | 8  | 6 | 1 | 1 | 29 | 8  | +21 | 19 | Đủ điều kiện tham dựBán kết |
| 3  | Belau Kanu Club (A)         | 8  | 4 | 0 | 4 | 19 | 11 | +8  | 12 | Đủ điều kiện tham dựBán kết |
| 4  | Team Bangladesh (Palau) (A) | 8  | 2 | 0 | 6 | 8  | 23 | −15 | 6  | Đủ điều kiện tham dựBán kết |
| 5  | Kramers FC                  | 8  | 0 | 0 | 8 | 1  | 24 | −23 | 0  |                             |

Cập nhật đến 10 tháng 2 năm 2013
Nguồn: 
Quy tắc xếp hạng: 1. Điểm; 2. Hiệu số bàn thắng; 3. Số bàn thắng.
PLW
(VĐ) = Vô địch; (XH) = Xuống hạng; (LH) = Lên hạng; (O) = Thắng trận Play-off; (A) = Lọt vào vòng sau. 
Chỉ được áp dụng khi mùa giải chưa kết thúc: 
(Q) = Lọt vào vòng đấu cụ thể của giải đấu đã nêu; (TQ) = Giành vé dự giải đấu, nhưng chưa tới vòng đấu đã nêu.

#### Kết quả

##### Vòng 1
| New Stars FC | 5-3   | Belau Kanu Club |
| ------------ | ----- | --------------- |
| Không rõ     | Nguồn | Không rõ        |

| Taj FC   | 11-0  | Kramers FC |
| -------- | ----- | ---------- |
| Không rõ | Nguồn | Không rõ   |

##### Vòng 2
| Kramers FC | 1-2   | New Stars FC |
| ---------- | ----- | ------------ |
| Không rõ   | Nguồn | Không rõ     |

| Taj FC   | 1-8   | Team Bangladesh |
| -------- | ----- | --------------- |
| Không rõ | Nguồn | Không rõ        |

##### Vòng 3
| Taj FC   | 1-0   | Belau Kanu Club |
| -------- | ----- | --------------- |
| Không rõ | Nguồn | Không rõ        |

| Team Bangladesh | 2-0   | Kramers FC |
| --------------- | ----- | ---------- |
| Không rõ        | Nguồn | Không rõ   |

##### Vòng 4
| Kramers FC | 0-5   | Belau Kanu Club |
| ---------- | ----- | --------------- |
| Không rõ   | Nguồn | Không rõ        |

| New Stars FC | 2-0   | Team Bangladesh |
| ------------ | ----- | --------------- |
| Không rõ     | Nguồn | Không rõ        |

##### Vòng 5
| Team Bangladesh | 0-4   | Belau Kanu Club |
| --------------- | ----- | --------------- |
| Không rõ        | Nguồn | Không rõ        |

| New Stars FC | 2-2   | Taj FC   |
| ------------ | ----- | -------- |
| Không rõ     | Nguồn | Không rõ |

##### Vòng 6
| New Stars FC | 3-2   | Belau Kanu Club |
| ------------ | ----- | --------------- |
| Không rõ     | Nguồn | Không rõ        |

| Taj FC   | 1-0   | Kramers FC |
| -------- | ----- | ---------- |
| Không rõ | Nguồn | Không rõ   |

NB: Kramers withdrew, match was awarded 1-0.

##### Vòng 7
| Kramers FC | 0-1   | New Stars FC |
| ---------- | ----- | ------------ |
| Không rõ   | Nguồn | Không rõ     |

NB: Kramers withdrew, match was awarded 1-0.
| Team Bangladesh | 3-4   | Taj FC   |
| --------------- | ----- | -------- |
| Không rõ        | Nguồn | Không rõ |

##### Vòng 8
| New Stars FC | 1-0   | Team Bangladesh |
| ------------ | ----- | --------------- |
| Không rõ     | Nguồn | Không rõ        |

| Kramers FC | 0-1   | Belau Kanu Club |
| ---------- | ----- | --------------- |
| Không rõ   | Nguồn | Không rõ        |

NB: Kramers withdrew, match was awarded 1-0.

##### Vòng 9
| Team Bangladesh | 1-4   | Belau Kanu Club |
| --------------- | ----- | --------------- |
| Không rõ        | Nguồn | Không rõ        |

| New Stars FC | 2-1   | Taj FC   |
| ------------ | ----- | -------- |
| Không rõ     | Nguồn | Không rõ |

##### Vòng 10
| Taj FC   | 1-0   | Belau Kanu Club |
| -------- | ----- | --------------- |
| Không rõ | Nguồn | Không rõ        |

| Team Bangladesh | 1-0   | Kramers FC |
| --------------- | ----- | ---------- |
| Không rõ        | Nguồn | Không rõ   |

NB: Kramers rút lui, trận được xử thắng 1-0.

### Bán kết
| Taj FC   | 4-3   | Belau Kanu Club |
| -------- | ----- | --------------- |
| Không rõ | Nguồn | Không rõ        |

| New Stars FC | 2-0   | Team Bangladesh |
| ------------ | ----- | --------------- |
| Không rõ     | Nguồn | Không rõ        |

### Chung kết
| New Stars FC                | 3-5   | Taj FC                                          |
| --------------------------- | ----- | ----------------------------------------------- |
| Mac 6' · Siib 7' · Nasa 41' | Nguồn | Harry 13', 27' · Kamatsu 52', 53' · Nishita 58' |